# Eulogio Moreno

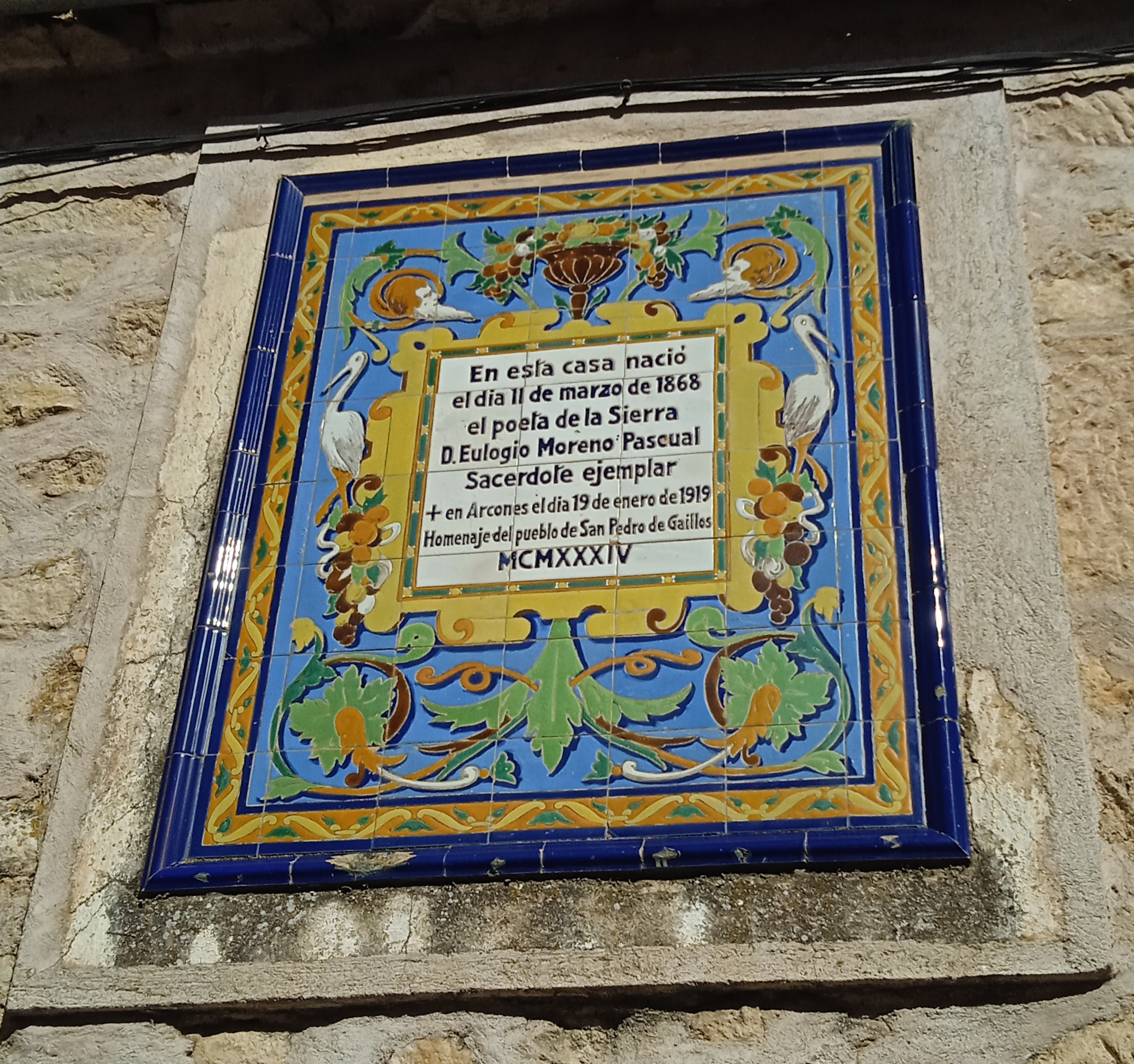
Homenaje a Eulogio Moreno Pascual, el Poeta de la Sierra, en su pueblo natal San Pedro de Gaíllos (Segovia)

Eulogio Moreno Pascual conocido como El Poeta de la Sierra (San Pedro de Gaíllos, 11 de marzo de 1868-Arcones, 19 de enero de 1919) fue un poeta y sacerdote español.

## Biografía
Nació en la localidad segoviana de San Pedro de Gaíllos el 11 de marzo de 1868. Conocido con el sobrenombre de «el poeta de la sierra», fue amigo del escritor José Rodao y colaborador de El Adelantado de Segovia. Fue párroco de la localidad de Arcones, donde falleció el 19 de enero de 1919. En 2020 existía en su localidad natal un premio de poesía nombrado en referencia a Eulogio Moreno.